# Andrzej Nędzusiak
Andrzej Nędzusiak (ur. 1959) – polski duchowny Kościoła Bożego w Chrystusie, a od 1997 jego zwierzchnik (Prezbiter Naczelny). Pastor Zboru Kościoła Bożego w Chrystusie „Dom Boży” w Warszawie. W latach 2006–2015 był przewodniczącym Rady Krajowej Aliansu Ewangelicznego w RP.

## Życiorys

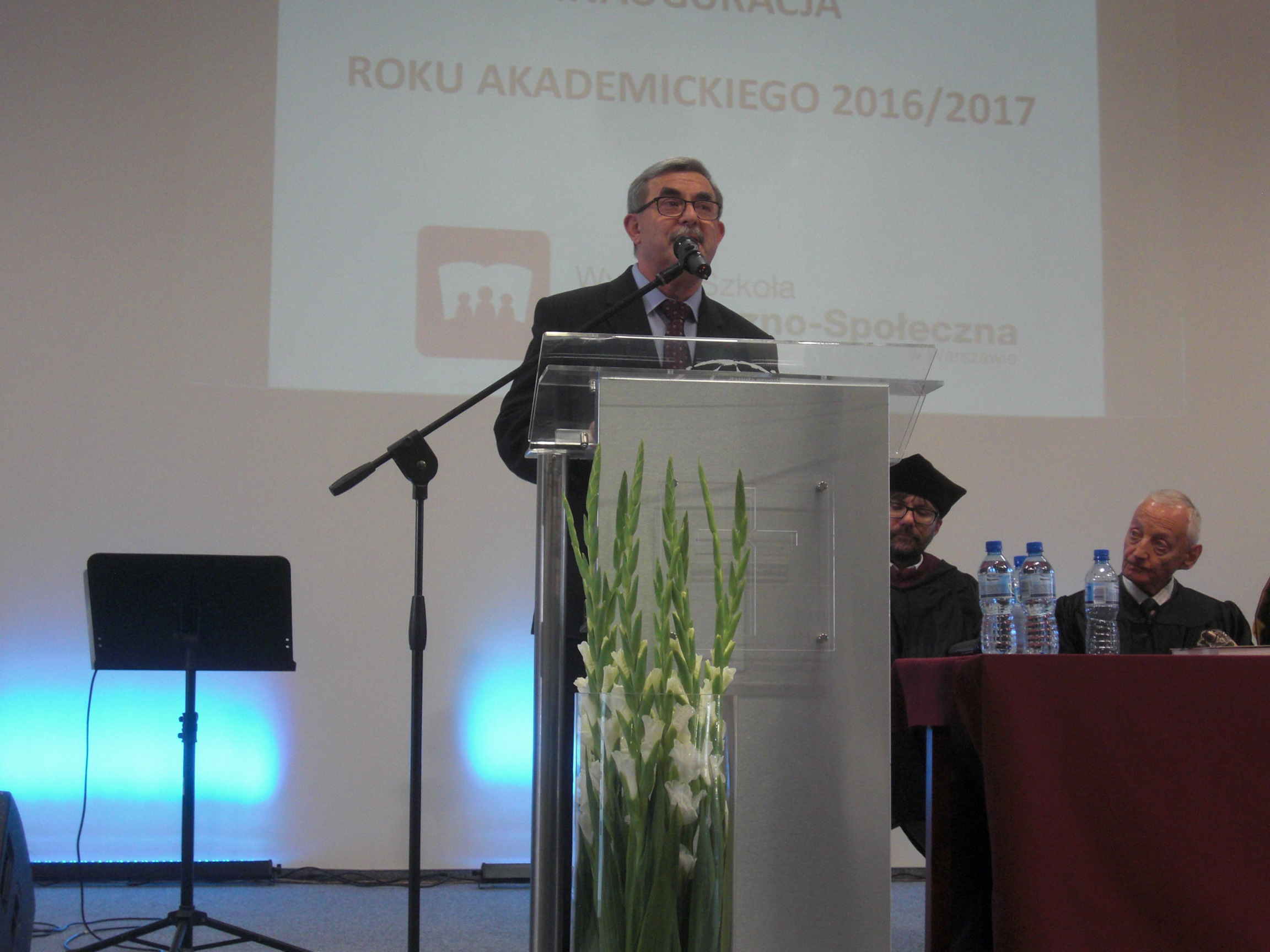
A. Nędzusiak (2016)

Absolwent Wydziału Matematyki Uniwersytetu Warszawskiego, doktor nauk matematycznych. Przez pewien czas był nauczycielem akademickim tej uczelni. Działacz ruchu „Polska dla Jezusa”, który był częścią nieformalnej międzynarodowej grupy pastorów należącej do pentekostalnego „Ruchu Trzeciej Fali”. Był organizatorem XXIV Spotkań Modlitewnych 2006 roku w Warszawie.
Był współprzewodniczącym Komisji Wspólnej Przedstawicieli Rządu Rzeczypospolitej Polskiej i Aliansu Ewangelicznego. 15 stycznia 2015 roku zakończył pełnienie funkcji przewodniczącego Rady Krajowej Aliansu Ewangelicznego w RP, pozostając członkiem zarządu tej organizacji.

## Stosunek do lustracji
Jest przeciwny lustracji, ponieważ w jego przekonaniu Kościół funkcjonuje w oparciu o zasadę miłosierdzia, a lustracja wprowadza atmosferę podejrzeń i ograniczonego zaufania. Lustracja jest sprzeczna z zasadami chrześcijaństwa. Uważa, że lustrację należy pozostawić osobom bezpośrednio pokrzywdzonym.